# کژژک ایوووسکی
کژژک ایوووسکی (به لهستانی:  Krzyżyk Iłowski) یک روستا در لهستان است که در گمینا ایووو واقع شده‌است.